# IC 4393
IC 4393 ist eine Spiralgalaxie vom Hubble-Typ Sc im Sternbild Zentaur am Südsternhimmel, welche etwa 118 Millionen Lichtjahre von der Milchstraße entfernt ist.
Das Objekt wurde im Jahre 1899 von DeLisle Stewart entdeckt.